# Acadèmia Balear de Ciències i Lletres
L'Acadèmia Balear de Ciències i Lletres va ser una institució cultural creada a la ciutat de Mallorca (Palma) el 1848. En formaren part tots els professors de l'Institut Balear, institució d’ensenyament mitjà de Palma creada a iniciativa de la Societat Econòmica Mallorquina d'Amics del País. Va tenir molt escassa activitat.